# Влечение к жизни
Влечение к жизни — понятие психоанализа, обозначаемое также термином «Эрос»; комплекс влечений, включающий сексуальные влечения и влечение к самосохранению (инстинкт самосохранения), стремящийся соединить части органического в некое единство.
Концепция влечения к жизни у Зигмунда Фрейда претерпела ряд различных трактовок. В так называемой первой дуалистической теории влечений (до 1920 года) Фрейд противопоставил сексуальным инстинктам влечение к самосохранению (инстинкты Я). Во второй дуалистической теории влечений (после 1920 года) Фрейд объединил систему сексуальности и инстинкты самосохранения в рамках одного первичного влечения к жизни и противопоставил их влечению к смерти.

## Альтернативные точки зрения

### И. И. Мечников
И.И. Мечников в рамках развиваемой им теории ортобиоза, использовал термин «инстинкт жизни» в качестве синонима понятия инстинкт самосохранения. Он рассматривал инстинкт жизни как динамическую категорию и считал, что его интенсивность растет медленно и постепенно с годами. Одним из проявлений инстинкта жизни Мечников считал периодически возникающий у человека страх смерти. При этом ученый считал, что при условии гармоничного, здорового течения жизни, инстинкт жизни имеет своё естественное угасание и в период преклонной старости (после 70-80 лет) он сменяется инстинктом смерти, характеризующимся «удовлетворению уже отжитой жизнью и потребностью небытия».
Систематически эти идеи были изложены И. Мечниковым в монографии «Этюды о природе человека». Данная работа была опубликована в 1903 г., что свидетельствует о том, что приоритет введения в науку терминов «инстинкт жизни» и «инстинкт смерти» принадлежит русскому ученому.

…Инстинкт жизни, потребность жить — не одинаковы в разные возрасты. Мало развитая в юности, потребность эта сильно преобладает в зрелом возрасте и особенно в старости. Но, достигнув глубокой старости, человек начинает ощущать удовлетворенность жизнью, род пресыщения ею, вызывающего отвращение перед мыслью о вечной жизни.— И.И. Мечников Этюды о природе человека. М., 1961. – с.7

### И. П. Павлов
Термин «инстинкт жизни» употреблял известный отечественный физиолог И.П. Павлов в своем докладе «Рефлекс цели» (1916). По его мнению, инстинкт жизни есть совокупность различных рефлексов, основными и сильнейшими из которых являются пищевой и исследовательский.

Вся жизнь есть осуществление одной цели, а именно, охранения самой жизни, неустанная работа того, что называется общим инстинктом жизни. Этот общий инстинкт, или рефлекс жизни, состоит из массы отдельных рефлексов. Большую часть этих рефлексов представляют собой положительно-двигательные рефлексы, т.е. в направлении к условиям благоприятным для жизни, рефлексы, имеющие целью захватить, усвоить эти условия для данного организма…— Павлов И.П. Двадцатилетний опыт объективного изучения высшей нервной деятельности (поведения) животных. – М.: Наука, 1973., с.215
И.П. Павлов допускал, что при определенных ситуациях инстинкт жизни может ослабевать и даже может  совсем  «заглушаться обратным механизмом».

При продолжительном ограничении в удовлетворении основных влечений, при постоянном сокращении работы основных рефлексов падает даже инстинкт жизни, привязанность к жизни. И мы знаем, как умирающие в низших, бедных слоях населения спокойно относятся к смерти. Если не ошибаюсь, в Китае даже  существует  возможность  нанимать  за  себя  на  смертную   казнь.— Павлов И.П. Двадцатилетний опыт объективного изучения высшей нервной деятельности (поведения) животных. – М.: Наука, 1973., с.218
По мнению И.П. Павлова  функцию самосохранения несут все исследованные им общие рефлексы. Среди  сложнейших  безусловных  рефлексов  он выделил следующие: 1) рефлексы обеспечивающие индивидуальное самосохранение особи (пищевой, оборонительный, агрессивный, рефлекс свободы, исследовательский,  рефлекс игры); 2) рефлексы обеспечивающие сохранение вида (половой и родительский). Однако большой практической ценности в таком разделении И.П. Павлов не видел, и в качестве первоочередной задачи ставил «тщательное описание и полный перечень всех отдельных рефлексов».